# Encyklopedia lotnictwa wojskowego
Encyklopedia lotnictwa wojskowego – osiemnastotomowa polska encyklopedia wojskowa poświęcona lotnictwu, wydana w latach 90. XX wieku w Warszawie przez Wydawnictwo Bellona .

## Redakcja
Encyklopedia ma charakter pracy zbiorowej. Zredagował ją zespół redakcyjny pod kierunkiem Zbigniewa Jankiewicza. Ilustracje namalował Julian Malejko. Zgrupowano w niej informacje na temat lotnictwa wojskowego. Zawartość ułożona została w porządku alfabetycznym. Serię podzielono na trzy tematyczne części: „Mundury lotnicze”, „Samoloty i śmigłowce wojskowe” oraz „Lotnicy wojskowi świata”. Pierwsze dwie wychodziły naprzemiennie w częstotliwości miesięcznej, natomiast trzecią wydano osobno. W sumie opublikowano edycję liczącą 18 tomów .

## Opis
Encyklopedia miała jedno wydanie w latach dziewięćdziesiątych XX wieku. Liczy ono w sumie 18 tomów i zawiera 2500 ilustracji, w tym ok. 1000 barwnych. Objętość wydawnicza całości wyniosła 150 arkuszy. Seria „Mundury lotnicze” liczy 9 tomów (numery nieparzyste: 1, 3, 5, 7, 9, 11, 13, 15, 17), a hasła w niej ujęte są w porządku tematycznym z podziałem na kraje. Seria „Samoloty i śmigłowce wojskowe” liczy 8 tomów (numery parzyste: 2, 4, 6, 8,10, 12, 14, 16), gdzie hasła uporządkowano w porządku alfabetycznym. Tom dodatkowy „Lotnicy wojskowi świata” ułożony jest w porządku alfabetycznym  .

## Wydania
Encyklopedia miała jedno wydanie w latach 1992–1996:
- T. 1, (Mundury: Podział tematyczny Europa 1 - Wielka Brytania, Belgia, Dania, Holandia, Norwegia), czarno-białe i kolorowe zdjęcia, kolorowe ilustracje[2] ,
- T. 2, (Litera A, Samoloty i śmigłowce), 128 stron, czarno-białe i kolorowe zdjęcia, kolorowe ilustracje, schematy[1] ,
- T. 3, (Mundury: Podział tematyczny Europa 2 - Francja, Niemcy, Austria, Szwajcaria), 128 stron, czarno-białe i kolorowe zdjęcia, kolorowe ilustracje[2] ,
- T. 4, (Litera B, Samoloty i śmigłowce), 138 stron, czarno-białe i kolorowe zdjęcia, kolorowe ilustracje[2] ,
- T. 5, (Mundury: Podział tematyczny Europa 3 - Szwecja, Finlandia, Rosja (carska i ZSRR), Ukraina, Białoruś, Czechy, Słowacja, Litwa, Łotwa, Estonia), 128 stron, czarno-białe i kolorowe zdjęcia, kolorowe ilustracje[2] ,
- T. 6, (Litery C,D,E, Samoloty i śmigłowce), 181 stron, czarno-białe i kolorowe zdjęcia, kolorowe ilustracje[2] ,
- T. 7, (Mundury: Podział tematyczny Europa 4 - Portugalia, Hiszpania, Włochy, dawna Jugosławia, Węgry, Rumunia, Bułgaria, Grecja, Turcja), 128 stron, czarno-białe i kolorowe zdjęcia, kolorowe ilustracje, schematy,
- T. 8, (Litery F,G,H, Samoloty i śmigłowce), 128 stron, czarno-białe i kolorowe zdjęcia, kolorowe ilustracje[2] ,
- T. 9, (Polska), 128 stron, czarno-białe i kolorowe zdjęcia, kolorowe ilustracje[2] ,
- T. 10, (Litery I, J, K, L), 128 stron, czarno-białe i kolorowe zdjęcia, kolorowe ilustracje[2] ,
- T. 11, (Ameryka Północna, USA, Kanada), 128 stron, czarno-białe i kolorowe zdjęcia, kolorowe ilustracje[2] ,
- T. 12, (Litery L, M, N, O), 128 stron, czarno-białe i kolorowe zdjęcia, kolorowe ilustracje[2] ,
- T. 13, (Ameryka Środkowa, Ameryka Południowa, Meksyk, Kuba, Brazylia, Peru, Chile, Argentyna), 128 stron, czarno-białe i kolorowe zdjęcia, kolorowe ilustracje[2] ,
- T. 14, (Litery P, R), 128 stron, czarno-białe i kolorowe zdjęcia, kolorowe ilustracje[2] ,
- T. 15, (Afryka i Azja: Algieria, Libia, Egipt, Izrael, RPA, Syria, Irak, Iran, Zjednoczone Emiraty Arabskie, Arabia Saudyjska), 128 stron, czarno-białe i kolorowe zdjęcia, kolorowe ilustracje[2] ,
- T. 16, (Litery S, T, U, W, Z), 128 stron, czarno-białe i kolorowe zdjęcia, kolorowe ilustracje[2] ,
- T. 17, (Azja cd: Japonia, Chiny, Tajwan, Wietnam, Filipiny, Pakistan, Indie, Australia i Oceania), 128 stron, czarno-białe i kolorowe zdjęcia, kolorowe ilustracje[2] ,
- T. 18, (A-Ź Lotnicy wojskowi Polski i świata), 128 stron, czarno-białe i kolorowe zdjęcia[1] [2] .